# 江寺 (杭州市)
江寺，原名昭玄寺、昭庆寺、觉苑寺，为浙江省杭州市萧山区曾经存在的一座寺庙。寺庙始建于南朝齐建元二年（480年），由江淹之子昭玄舍宅为寺，唐代会昌年间废寺，大中二年（848年）重建，赐名昭玄寺，南宋张即之题名江寺。清咸丰十一年（1861年），寺院毁坏，光绪十五年（1889年）起重建。20世纪50年代初，寺院改为萧山县人民会堂，20世纪80年代开始恢复建筑原貌。现为浙东运河萧山展示馆对外开放。1983年5月4日，江寺入選蕭山縣文物保護單位；由於蕭山縣先後改制為蕭山市、蕭山區，江寺於2009年4月20日獲調整成为第四批杭州市文物保护单位。

刻有「江寺」的蕭山縣文物保護單位標誌